# Villa Pavesi Negri Baldini
Villa Pavesi Negri Baldini è una dimora storica situata il località Scorano, a Pontremoli. La parte più preziosa del complesso è un giardino murato settecentesco,con impostazione all'italiana

## Storia e descrizione
La villa fu eretta tra il 1711 e il 1740 per iniziativa dei tre fratelli Pavesi, con la progettazione dell'edificio affidata a Giovanni Battista Natali e Antonio Contestabili, i più eminenti architetti barocchi del tempo nel Ducato Malaspina.
Se l'edificio principale ha la sobria forma di parallelepipedo irregolare a due piani che non presenta sostanziali decorazioni esterne se non un breve portico, di ben diverso effetto è il giardino che, interamente cinto da mura e balaustre in pietra, ha un impianto scenografico rococò, disegnato per destare la sorpresa del visitatore. Varcatone il cancello si incontra un ninfeo tra statue, concrezioni spugnose e mosaici di ciottoli di fiume. Dietro il ninfeo una doppia rampa di scale porta al livello superiore, dove sono presenti siepi di bosso e agrumi in orcio, che delineano quattro zone dal disegno geometrico, con suggestive aperture verso il panorama oppure su mascheroni disposti lungo il muro di cinta; al centro una piccola vasca. Il tutto culmina in un nicchione incassato in un piccolo edificio, che contiene le scale per salire a una terrazza-belvedere. 

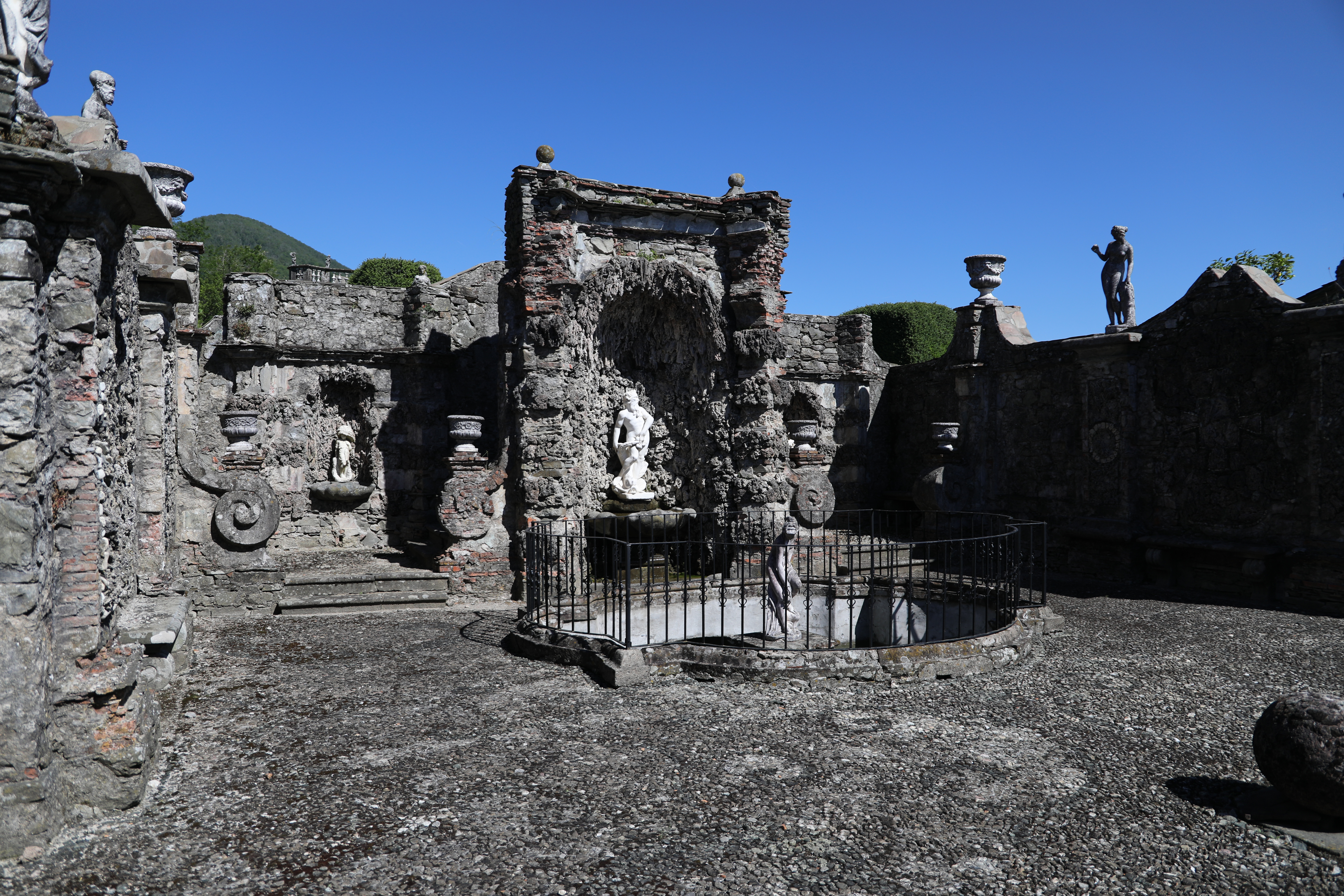
Il ninfeo
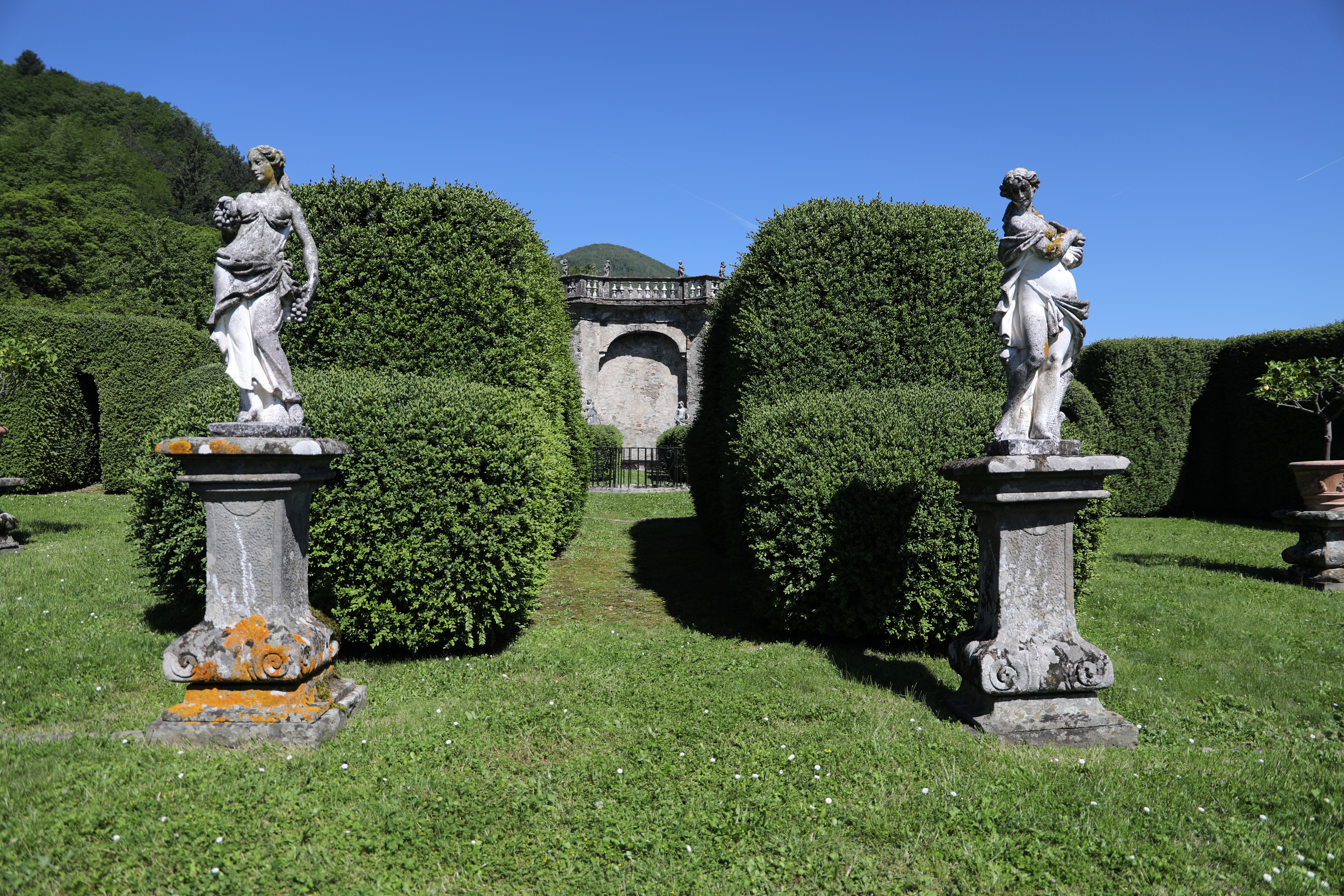
L'ingresso del giardino
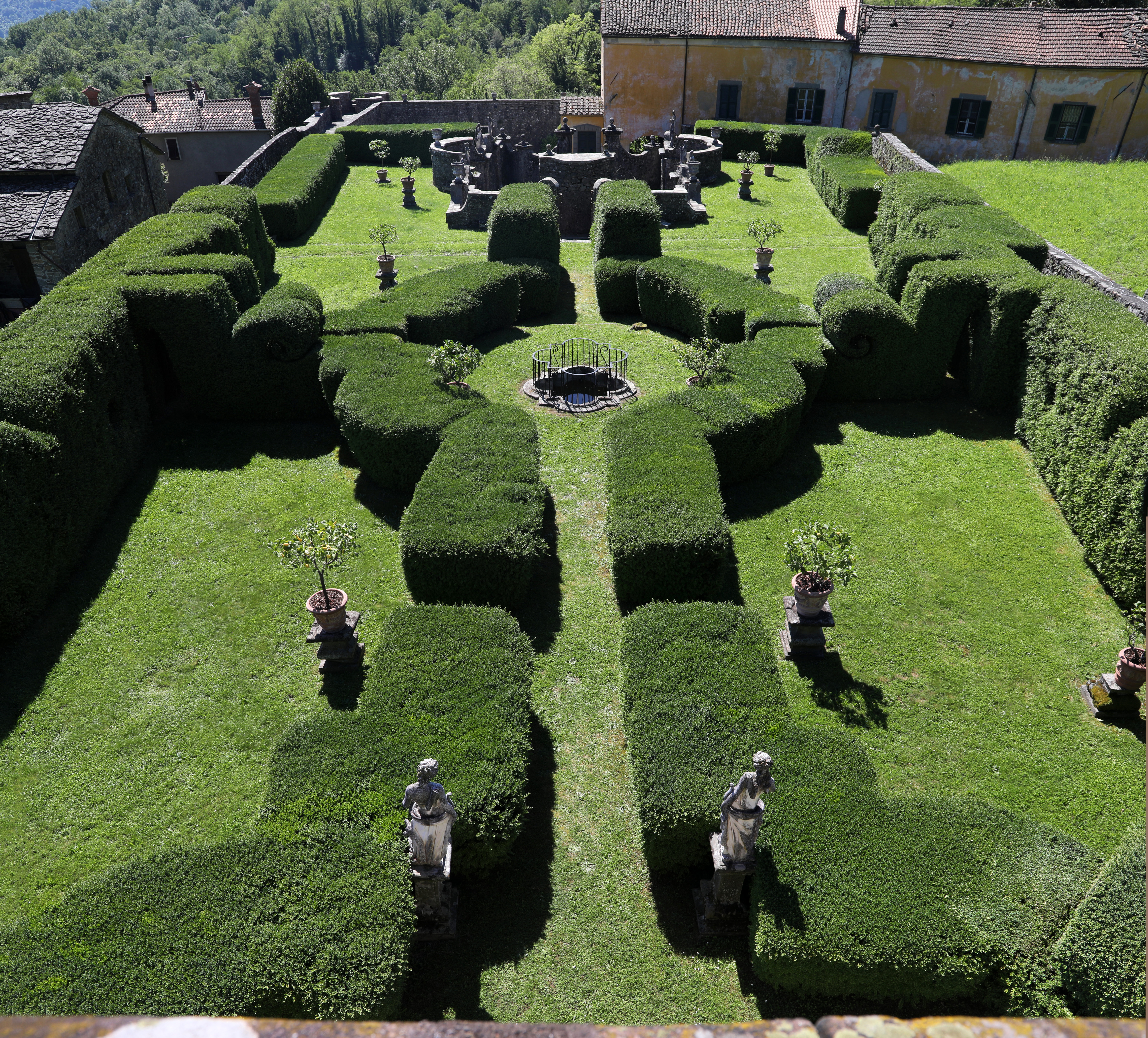
Il giardino all'italiana